# Sephisa dichroa
Sephisa dichroa är en fjärilsart som beskrevs av Vincenz Kollar 1844. Sephisa dichroa ingår i släktet Sephisa och familjen praktfjärilar. Inga underarter finns listade i Catalogue of Life.

## Bildgalleri

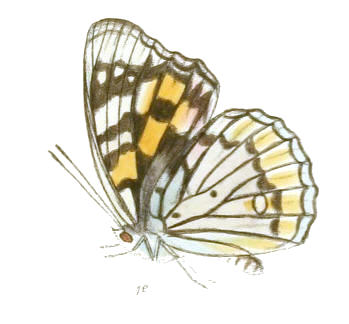
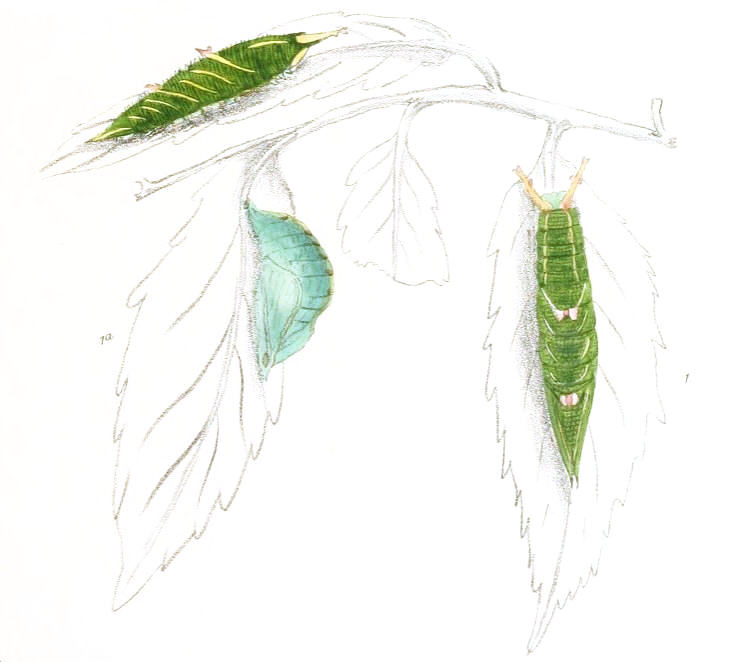
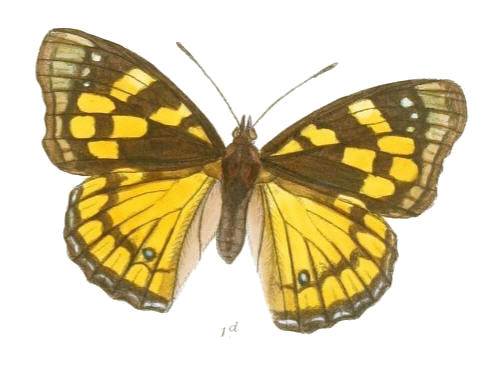